# Maria Łanczont
Maria Grażyna Łanczont – polska geograf, dr hab. nauk o Ziemi, profesor Instytutu Nauk o Ziemi i Środowisku Wydziału Nauk o Ziemi i Gospodarki Przestrzennej Uniwersytetu Marii Curie-Skłodowskiej.

## Życiorys
Obroniła pracę doktorską, 25 listopada 1996 habilitowała się na podstawie pracy zatytułowanej Warunki paleogeograficzne akumulacji oraz stratygraficzne zróżnicowanie utworów lessowych we wschodniej części Pogórza Karpackiego. 11 grudnia 2003 nadano jej tytuł profesora w zakresie nauk o Ziemi. Została zatrudniona na stanowisku profesora zwyczajnego w Zakładzie Geomorfologii i Paleogeografii na Wydziale Nauk o Ziemi i Gospodarki Przestrzennej Uniwersytetu Marii Curie-Skłodowskiej.
Jest członkiem Komisji Prehistorii Karpat na II Wydziale Historycznym i Filozoficznym, oraz Komisji Paleogeografii Czwartorzędu na IV Wydziale Przyrodniczym Polskiej Akademii Umiejętności, członkiem Komitetu Badań Czwartorzędu na III Wydziale Nauk Ścisłych i Nauk o Ziemi Polskiej Akademii Nauk i członkiem krajowym korespondentem na IV Wydziale Przyrodniczym Polskiej Akademii Umiejętności i profesorem Instytutu Nauk o Ziemi i Środowisku Wydziału Nauk o Ziemi i Gospodarki Przestrzennej Uniwersytetu Marii Curie-Skłodowskiej.
Była wiceprezesem Stowarzyszenia Geomorfologów Polskich, kierownikiem w Zakładzie Geoekologii i Paleogeografii na Wydziale Nauk o Ziemi i Gospodarki Przestrzennej Uniwersytetu Marii Curie-Skłodowskiej i zastępcą przewodniczącego Komitetu Badań Czwartorzędu na III Wydziale Nauk Ścisłych i Nauk o Ziemi Polskiej Akademii Nauk.
Piastowała stanowisko członka Komitetu Nauk Geograficznych i Komitetu Narodowy do spraw Współpracy z Międzynarodową Unią Geograficzną (IGU) na VII Wydziale - Nauk o Ziemi i Nauk Górniczych  Polskiej Akademii Nauk.